# Stade Paul-Lignon
Le stade Paul-Lignon est une enceinte sportive située sur la commune de Rodez (dans le département de l'Aveyron, en région Occitanie). Il accueille, à ce jour, de nombreux matchs de football et de rugby à XV.
Le stade est situé dans le centre-ville de Rodez, au bout de l'avenue Victor Hugo et à 5 minutes de la place d'armes où est située la cathédrale Notre-Dame de Rodez. C'est le long de cet axe majeur de la ville, que sont implantés le Musée Pierre Soulages dans le jardin du Foirail, le cinéma ainsi que la salle des fêtes.

## Historique
Le stade ruthénois a été construit au lendemain de la Seconde Guerre mondiale, faisant découvrir le rugby à XV aux habitants de Rodez, avec le club du Stade ruthénois. Ce n'est qu'un peu plus tard que le club de football, le Rodez Aveyron Football, y jouera aussi.
Le stade reçoit Sochaux, (en quart de finale) et Metz (en 16e) lors de la Coupe de France de 1991. Les locaux (le RAF) s'y imposèrent 2 à 1 (en quart), 2 à 0 (en 8e), 4 à 3 après TAB (en 16e).
Le stade a accueilli aussi de nombreux matchs de rugby à XV dont la finale du trophée Jean Prat 2007, avec la victoire des voisins aurillacois sur Blagnac.
Le 4 mars 2009, le stade reçoit l'équipe du Paris Saint-Germain, à l'occasion des 8e de finale de la Coupe de France. Les locaux s'y sont d'ailleurs imposés 3 buts à 1 en prolongation.
Le 5 janvier 2014, pour le compte des 32e de finale de la Coupe de France, l'équipe locale a accueilli le Montpellier Hérault Sport Club. Les visiteurs s'imposent 2 buts à 0.
Depuis 2019, avec la montée en Ligue 2 du Rodez Aveyron Football, le stade est en rénovation et devrait pouvoir accueillir environ 6 800 spectateurs, d'ici 2025, a annoncé la ville de Rodez, propriétaire du stade. La reconstruction du stade Paul-Lignon a été réalisée par le cabinet d'architecture parisien Olgga, associé avec le cabinet Dolmen Architectes.
Le fait que le Rodez Aveyron Football et le Rodez Rugby jouent dans le même stade pose des problèmes de cohabitaiton.